# Klášter Kostanjevica
Klášter Kostanjevica (latinsky Fons Sanctae Mariae, německy Mariabrunn, či Kloster Landstrass) je bývalý cisterciácký klášter ve slovinském městě Kostanjevica na Krki.

## Dějiny
Opatství bylo založeno roku 1234 korutanským vévodou Bernardem II. Mateřským klášterem se stal korutanský klášter Viktring z morimondské filiační řady, odkud dorazil prvotní konvent. Při příležitosti založení zde dle kronikáře Jana z Viktringu byla pochována vévodova manželka Judita Přemyslovna společně se synem Bernardem.
Klášter byl zrušen v roce 1785 za panování Josefa II.

## Evropské dědictví
Tento klášter je součástí skupiny Cisterscapes (krajiny v okolí cisterciáckých klášterů). Tento soubor  byl začleněn do Evropského dědictví 17. dubna 2024.